# Гребля на байдарках и каноэ на летних Олимпийских играх 1960

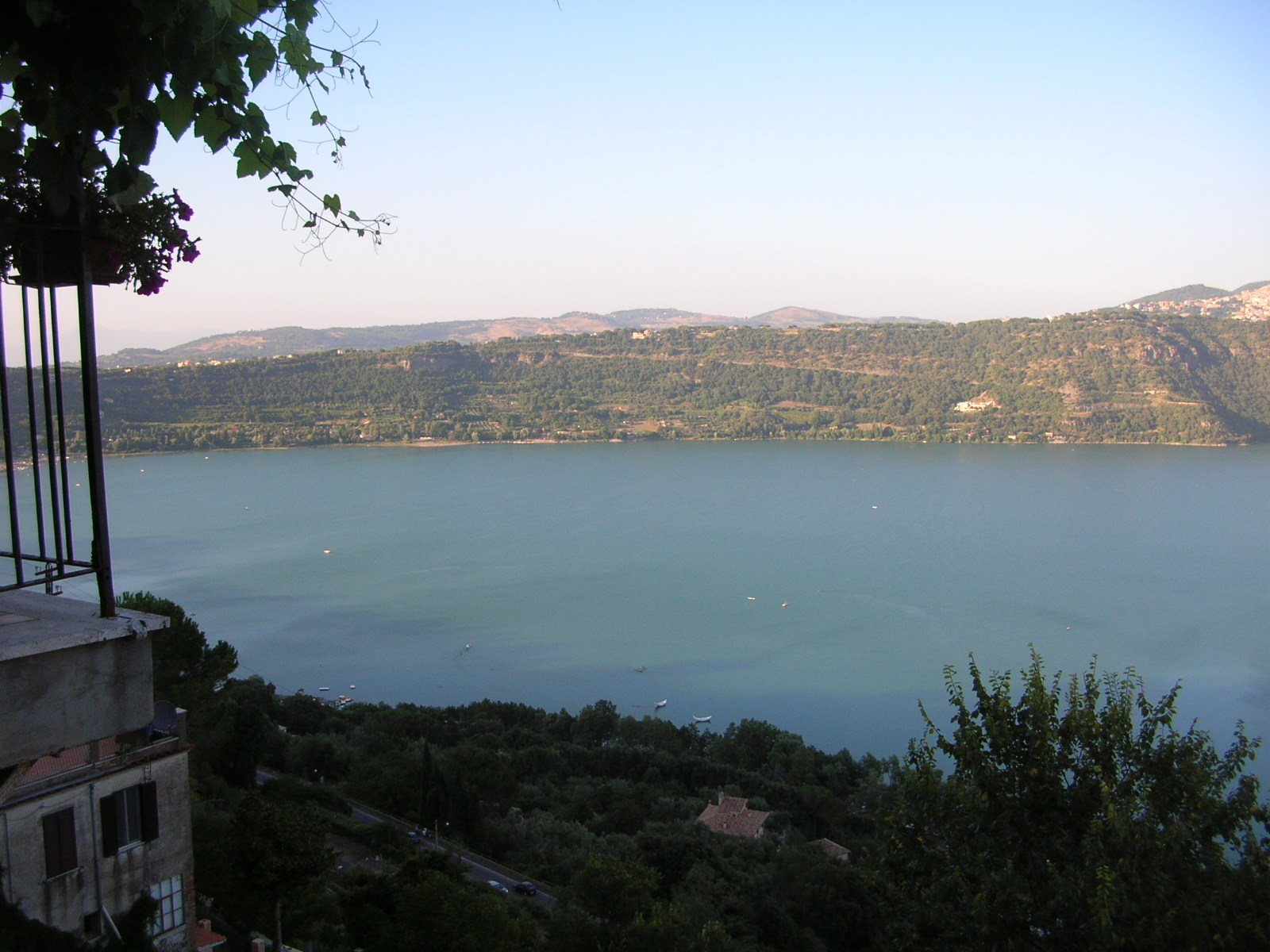
Вид на озеро Альбано, где проходили соревнования

Соревнования по гребле на байдарках и каноэ на летних Олимпийских играх 1960 года проходили с 26 по 29 августа на озере Альбано в 20 км к юго-востоку от Рима.

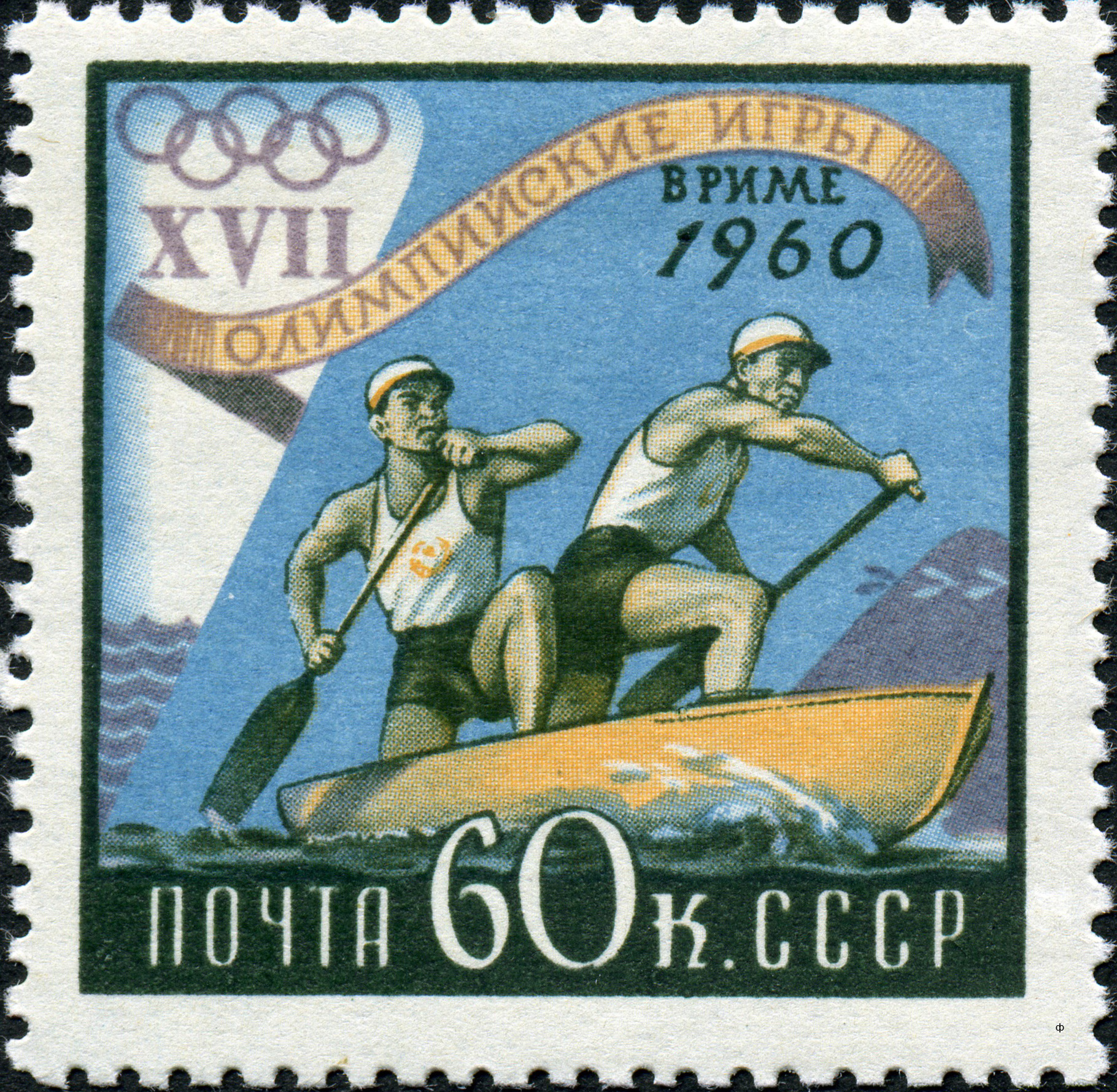
Почтовая марка СССР

172 спортсмена (144 мужчины и 28 женщин) из 24 стран разыграли 7 комплектов наград (5 у мужчин и 2 у женщин). Программа соревнований по сравнению с предыдущей Олимпиадой в Мельбурне значительно изменилась. Из программы были исключены все заезды на 10 000 метров, при этом были сохранены все заезды на дистанции 500 и 1000 метров. Впервые в программу была включена эстафета байдарочников 4×500 метров. У женщин добавились соревнования байдарок-двоек на 500 метров. Кроме того, на этой Олимпиаде впервые время измерялось с точностью до 1/100 секунды.
Успешнее всего выступили советские гребцы: у женщин советские гребчихи выиграли золото в обоих видах программы (Антонина Середина стала двукратной олимпийской чемпионкой), у мужчин каноисты победили на дистанции 1000 метров среди двоек. Венгры завоевали 6 наград, среди которых было одно золото (примечательно, что все 9 венгерских гребцов, выступавших на Олимпиаде, завоевали награды).
Прославленный шведский байдарочник 40-летний Герт Фредрикссон (самый возрастной участник соревнований) выиграл свою шестую в карьере золотую олимпийскую медаль, победив в двойках на дистанции 1000 метров (вместе со Свеном-Оловом Шёделиусом). Фредрикссон выиграл золото на 4-й Олимпиаде подряд, став самым титулованным байдарочником в истории Олимпийских игр; эта золотая медаль стала для него первой и единственной, завоёванной в двойках, все остальные олимпийские награды швед завоевал в одиночках. Кроме золота в двойках Фредрикссон стал третьим на дистанции 1000 метров среди одиночек. В эстафете байдарок-одиночек 4×500 м шведы не сумели завоевать награду, и это был единственный из 9 олимпийских стартов Фредрикссона за 12 лет (1948—1960), по итогам которого он не поднялся на пьедестал почёта.

## Общий медальный зачёт
(Жирным выделено самое большое количество медалей в своей категории; принимающая страна также выделена)
| Общее количество медалей | Общее количество медалей        | Общее количество медалей | Общее количество медалей | Общее количество медалей | Общее количество медалей |
| Место                    | Страна                          | Золото                   | Серебро                  | Бронза                   | Всего                    |
| ------------------------ | ------------------------------- | ------------------------ | ------------------------ | ------------------------ | ------------------------ |
| 1                        | СССР                            | 3                        | 1                        | 0                        | 4                        |
| 2                        | Венгрия                         | 1                        | 3                        | 2                        | 6                        |
| 3                        | Объединённая германская команда | 1                        | 2                        | 0                        | 3                        |
| 4                        | Дания                           | 1                        | 0                        | 1                        | 3                        |
| 4                        | Швеция                          | 1                        | 0                        | 1                        | 2                        |
| 6                        | Италия                          | 0                        | 1                        | 0                        | 1                        |
| 7                        | Польша                          | 0                        | 0                        | 2                        | 2                        |
| 8                        | Румыния                         | 0                        | 0                        | 1                        | 1                        |

## Медалисты

### Мужчины

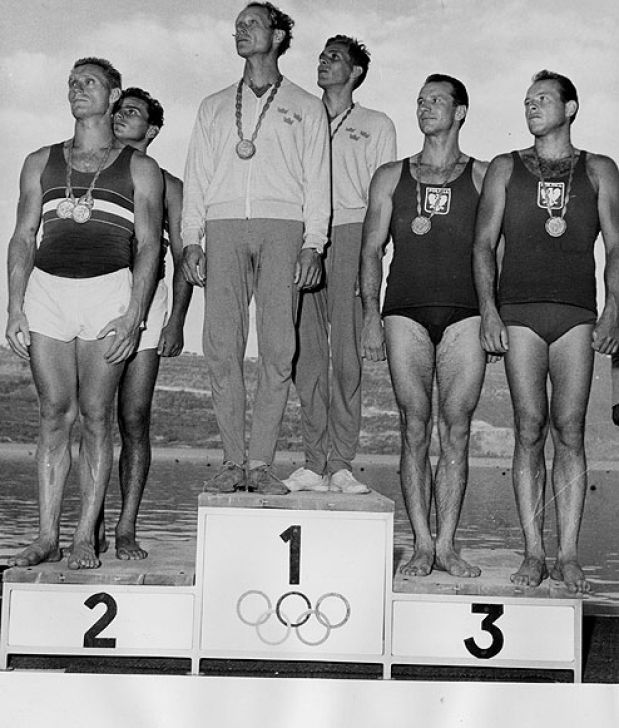
Олимпийский пьедестал заездов байдарок-двоек: на верхней ступени шведы Герт Фредрикссон (на переднем плане) и Свен-Олов Шёделиус

| Дисциплина                         | Золото                                                                                             | Серебро                                                               | Бронза                                                            |
| ---------------------------------- | -------------------------------------------------------------------------------------------------- | --------------------------------------------------------------------- | ----------------------------------------------------------------- |
| Каноэ-одиночки — 1000 м            | Янош Парти Венгрия                                                                                 | Александр Силаев СССР                                                 | Леон Ротман Румыния                                               |
| Каноэ-двойки — 1000 м              | СССР · Леонид Гейштор · Сергей Макаренко                                                           | Италия · Альдо Дези · Франческо Ла Маккья                             | Венгрия · Имре Фаркаш · Андраш Тёрё                               |
| Байдарки-одиночки — 1000 м         | Эрик Хансен Дания                                                                                  | Имре Сёллёши Венгрия                                                  | Герт Фредрикссон Швеция                                           |
| Байдарки-двойки — 1000 м           | Швеция · Герт Фредрикссон · Свен-Олов Шёделиус                                                     | Венгрия · Андраш Сенте · Дьёрдь Месарош                               | Польша · Стефан Капланяк · Владислав Зелиньский                   |
| Эстафета байдарок-одиночек 4×500 м | Объединённая германская команда · Дитер Краузе · Гюнтер Перлеберг · Пауль Ланге · Фридхельм Венцке | Венгрия · Имре Сёллёши · Имре Кемечеи · Андраш Сенте · Дьёрдь Месарош | Дания · Эрик Хансен · Хельмут Нюборг · Арне Хойер · Эрлинг Йессен |

### Женщины
| Дисциплина                | Золото                                  | Серебро                                                        | Бронза                                         |
| ------------------------- | --------------------------------------- | -------------------------------------------------------------- | ---------------------------------------------- |
| Байдарки-одиночки — 500 м | Антонина Середина СССР                  | Терезе Ценц Объединённая германская команда                    | Данела Вальковяк Польша                        |
| Байдарки-двойки — 500 м   | СССР · Антонина Середина · Мария Шубина | Объединённая германская команда · Терезе Ценц · Ингрид Хартман | Венгрия · Клара Фрид-Банфальви · Вильма Эгреши |